# Mysidium rubroculatum
Mysidium rubroculatum är en kräftdjursart som beskrevs av Mihai Bacescu och Ortiz 1984. Mysidium rubroculatum ingår i släktet Mysidium och familjen Mysidae. Inga underarter finns listade i Catalogue of Life.